# Allan Mørkøre
Allan Mørkøre, né le 22 novembre 1971 à Klaksvík aux Îles Féroé, est un footballeur international féroïen, devenu entraîneur à l'issue de sa carrière, qui évoluait au poste de milieu de terrain. Il est le frère cadet de Kurt Mørkøre.

## Biographie

### Carrière en club
Allan Mørkøre dispute 6 matchs en Ligue des champions, 4 matchs en Coupe des coupes, et 12 matchs en Coupe de l'UEFA, pour 4 buts inscrits,,.
Durant sa carrière, il remporte quatre coupes des îles Féroé, mais surtout trois titres de champion des îles Féroé.

### Carrière internationale
Allan Mørkøre compte 54 sélections et 1 but avec l'équipe des îles Féroé entre 1990 et 2001,.
Il est convoqué pour la première fois en équipe des îles Féroé par le sélectionneur national Páll Guðlaugsson, pour un match des éliminatoires de l'Euro 1992 contre l'Autriche le 12 septembre 1990. Le match se solde par une victoire 1-0 des Féroïens. 
Le 10 octobre 1990, il inscrit son seul but en sélection contre le Danemark, lors d'un match des éliminatoires de l'Euro 1992. Le match se solde par une défaite 4-1 des Féroïens. 
Il reçoit sa dernière sélection le 6 juin 2001 contre la Yougoslavie. Le match se solde par une défaite 6-0 des Féroïens.

## Palmarès
- Avec le KÍ Klaksvík
  - Champion des îles Féroé en 1991
  - Vainqueur de la Coupe des îles Féroé en 1990 et 1994

- Avec le HB Tórshavn
  - Champion des îles Féroé en 1998
  - Vainqueur de la Coupe des îles Féroé en 1998

- Avec le B36 Tórshavn
  - Champion des îles Féroé en 2005
  - Vainqueur de la Coupe des îles Féroé en 2003

## Statistiques

### Buts en sélection
Le tableau suivant liste tous les buts inscrits par Allan Mørkøre avec l'équipe des îles Féroé.